# Fichtelgebirgsverein

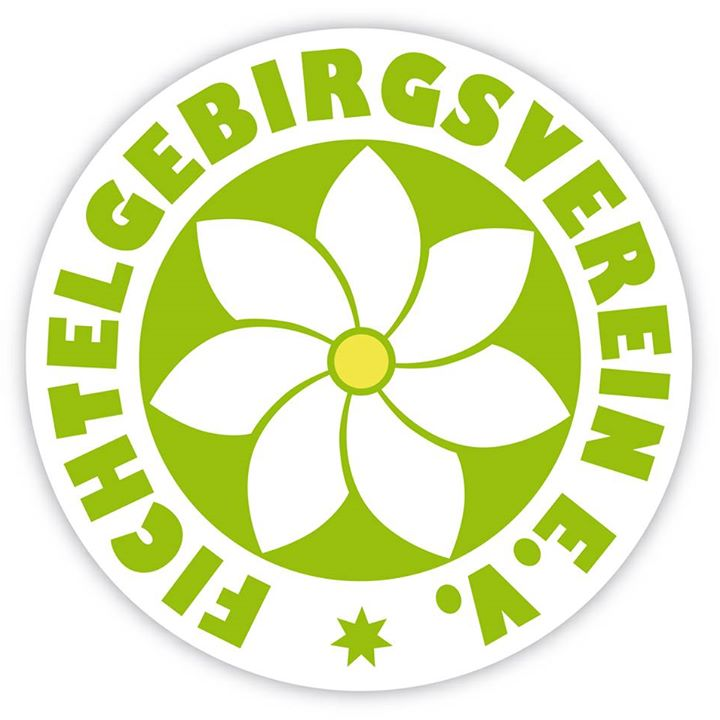
Seit 1888 das Logo des Fichtelgebirgsvereins – der Siebenstern

Der Fichtelgebirgsverein e. V. (FGV) mit Sitz in Wunsiedel ist ein großer Wander- und Heimatverein in Bayern und anerkannter Naturschutzverband mit 13.883 Mitgliedern (Stand: 31. Dezember 2023) in 49 Ortsvereinen. Sein Hauptbetätigungsfeld ist das Fichtelgebirge im Nordosten Bayerns. Sein Emblem ist der Siebenstern. Er ist eingetragen in das Vereinsregister des Amtsgerichts Hof (VR 115).

## Adresse
Hauptgeschäftsstelle: Theresienstraße 2, 95632 Wunsiedel; Kompetenz- und Servicezentrum für Wandern, Wege, Naturschutz, Kultur und Heimatpflege; Regionale Fachbibliothek.; FGV-Shop; Tagungs- und Ausstellungsräume. Bis auf die Angestellten in der Hauptgeschäftsstelle arbeiten alle Vorsitzenden und Fachreferenten ehrenamtlich.

## Vereinszweck
Pflege des Wanderns, Ausbildung von Wanderführern, Markierung von Wanderwegen, Errichtung und Unterhaltung von Felsbesteigungsanlagen, Aussichtstürmen und Unterkunftshäusern, Naturschutzarbeit und Naturschutzstiftung sowie Landschaftspflege, Förderung der bodenständigen Kultur, des Denkmalschutzes, des Fichtelgebirgsmuseums und anderer heimat- und naturkundlicher Sammlungen, Herausgabe der Vereinszeitschrift Der Siebenstern und weiteren Heimatschrifttums, Jugendarbeit und Jugendbetreuung.

## Geschichte
1878 wurde in Wunsiedel die Sektion Fichtelgebirge des Deutschen und Österreichischen Alpenvereins gegründet, die sich von Anbeginn nur der Erschließung des Fichtelgebirges annahm. 1888 wurde die Alpenvereinssektion aufgelöst und der FGV mit Sitz in Wunsiedel gegründet. Die Leitung übernahm lange Zeit der jeweilige Forstmeister von Wunsiedel. In den umliegenden Orten entstanden im Laufe der Zeit Ortsgruppen, um die Wende zum 20. Jahrhundert stieg die Mitgliederzahl auf 1000 an. Einen Aufschwung nahm der Verein nach dem Ersten Weltkrieg, 1924 umfasste er 38 Ortsgruppen mit 7000 Mitgliedern. In dieser Zeit entwarf Lorenz Reinhard Spitzenpfeil das erste Vereinslogo. Auch die Logos des Colloquium Historicum Wirsbergense und des Frankenwaldvereins stammen von ihm. Nach dem Zweiten Weltkrieg, der die Vereinstätigkeit weitgehend zum Erliegen brachte, vollzog sich ein rascher Neuaufbau, wobei auch starke und vielseitige Jugendgruppen gegründet wurden. 1936 wurde der Sitz des Vereins nach Hof verlegt, die Rückverlegung nach Wunsiedel erfolgte 2003/04.

## Kulturpreis
Seit 1982 verleiht der Fichtelgebirgsverein einen Kulturpreis an Personen oder Gruppen, die sich um die Kultur in der Fichtelgebirgs-Region verdient gemacht haben.

## Ortsvereine
In folgenden Orten bestehen Zweigvereine: Arzberg/Ofr., Bad Alexandersbad, Bad Berneck, Bayreuth, Bischofsgrün, Brand/Opf., Ebnath, Fichtelberg, Franken, Friedenfels, Gefrees, Grafenreuth, Hallerstein, Höchstädt im Fichtelgebirge, Hof (Saale), Hohenberg an der Eger, Kemnath, Kirchenlamitz, Marktleuthen, Marktredwitz, Mehlmeisel, Münchberg, Nagel, Nemmersdorf, Neusorg, Niederlamitz, Oberkotzau, Oberwarmensteinach, Pullenreuth, Rehau, Röslau, Schönwald, Schwarzenbach (Saale), Schwarzenhammer, Selb-Stadt, Selb-Plößberg, Sparneck, Speichersdorf, Thiersheim, Thierstein, Tröstau, Vordorf, Waldershof, Warmensteinach, Weidenberg, Weißenstadt, Weißenstein-Verein, Wunsiedel und Zell im Fichtelgebirge.

## Einrichtungen

### Unterkunftshäuser
- Kösseinehaus
- Seehaus
- Waldsteinhaus
- Asenturm-Tagesgaststätte
- Gänskopfhütte
- Tauritzmühle
- Vordorfer Haus
- Weißensteinhaus

### Aussichtstürme
- Schönburgwarte auf dem Großen Kornberg
- Kösseineturm
- Asenturm auf dem Ochsenkopf
- Waldenfelswarte auf dem Kohlberg bei Arzberg
- Prinz-Rupprecht-Turm bei Bad Berneck

### Felsbesteigungsanlagen
- Arnsteinfelsen
- Hirschstein
- Haberstein
- Prinzenfelsen
- Nußhardtfelsen
- Weißmainfelsen
- Wetzsteinfelsen
- Lug ins Land
- Schüssel auf dem Waldstein
- Hoher Stein
- Hügelfelsen
- Katzentrögel (2007 aufgelassen)
- Saubadfelsen
- Reiseneggerfelsen

## Markierte Wanderwege: 4.014 km

### FGV-Hauptwanderwege
- Fränkischer Gebirgsweg; Länge im Fichtelgebirge 260 km
- Westweg (weißes W auf rotem Grund), Länge ca. 76 km
  - Münchberg – Weißenstein (bei Stammbach) – Gefrees – Stein – Bad Berneck – Fürstenstein – Sophienthal – Gänskopfhütte – Haidenaabquelle – Ahornberg – Immenreuth – Kemnath – Rauher Kulm
- Höhenweg (weißes H auf rotem Grund) ca. 46 km
  - Schwarzenbach/Saale – Großer Waldstein – Weißenstadt – Rudolfstein – Schneeberg – Nußhardt – Seehaus – Platte – Silberhaus – Hohe Mätze – Kösseine – Haberstein – Luisenburg – Wunsiedel
- Nordweg (weißes N auf rotem Grund) ca. 66 km
  - Kulmbach – Fölschnitz-Wirsberg – Gefrees – Großer Waldstein – Epprechtstein – Kirchenlamitz – Hirschstein – Kornberg – Vorsuchhütte – Selb – Hirschfelder Tor
- Mittelweg (schwarzes M auf gelbem Grund) ca. 68 km
  - Bayreuth – Untersteinach – Königsheide – Ochsenkopf – Weißmainquelle – Weißmainfelsen – Seehaus – Vordorfermühle – Vordorf – Zeitelmoos – Thierstein – Hohenberg/Eger
- Südweg (schwarzes S auf gelbem Grund) ca. 68 km
  - Wirsberg – Neuenmarkt – Bad Berneck – Goldmühl – Warmensteinach – Bayreuther Haus – Immenreuth – Armesberg – Friedenfels – Wiesau
- Ostweg (weißes O auf rotem Grund) ca. 57 km
  - Dreiländereck – Abzweigung nach Rehau – Rehau – Wildenau – Wartberg – Großer Hengstberg – Hohenberg/Eger – Schirnding – Kappel – Waldsassen
- Steinwaldweg (weiß-roter Querbalken) ca. 38 km
  - Kösseinegipfel – Langentheilen – Katzentrögel/Platte – Weißenstein – Teichelberg – Waldsassen
- Quellenweg (Schwarzes Q auf gelbem Grund) ca. 46 km
  - Münchberg – Zell – Quelle der Sächsischen Saale – Egerquelle – Weißenhaider Eck -Karches – Weißmainquelle – Weißmainfelsen – Fichtelnaabquelle – Fichtelsee – Nagel – Luisenburg – Alexandersbad – Marktredwitz
- Egerweg (schwarzes E auf gelbem Grund) ca. 43 km
  - Egerquelle – Weißenstadt – Röslau – Marktleuthen – Schwarzenhammer – Wellerthal – Hohenberg/Eger – Fischern
- Röslauweg (schwarzes R auf gelbem Grund) ca. 40 km
  - Röslauquelle – Vordorfermühle – Leupoldsdorf – Tröstau – Wunsiedel – Lorenzreuth – Seußen – Arzberg – Schirnding – Fischern

## Verlag und Herausgeber der Schriften
- Der Siebenstern, ab 2003 SIEBENSTERN (Vereinszeitschrift)
- Das Fichtelgebirge (Monografien)
- Unser Fichtelgebirge (Vermischtes)

## Auszeichnungen
Die folgenden Ortsgruppen des Fichtelgebirgsvereins erhielten die Eichendorff-Plakette:
- 2004 Ortsgruppe Arzberg[4]